# Ca l'Hostenc
Ca l'Hostenc és una obra d'Olot (Garrotxa) inclosa a l'Inventari del Patrimoni Arquitectònic de Catalunya.

## Descripció
És una casa entre mitgera, amb la façana principal a la Plaça del Palau i, la posterior, dona al carrer Pere Antoni Soler, amb una ampla llotja amb vista al carrer i al jardí. Disposa de planta baixa amb portal, finestra i els murs recoberts amb encoixinats de pedra treballada, a on cal destacar la bonica reixa de la finestra, amb les inicials "P.M." i la data "1887". Els dos pisos superiors varen ser estucats. Es destaca una gran tribuna al primer, que es converteix en terrassa amb dues portes al segon. Hi ha diverses ornamentacions de caràcter clàssic.

## Història
Entre els anys 1860 i 1880 es realitzà la urbanització del carrer Mulleres i de la sortida de l'Horta del Carme. A Olot treballen els següents mestres d'obres: Pujol, Salvat, Cordomí… a més d'algun arquitecte gironí com Sureda. El creixement de la capital de la Garrotxa es fa igualment pels sectors de Sant Roc, el Firal i la Plaça Palau. No obstant, els projectes de més envergadura d'aquest moment són, sens dubte, els de la Plaça Clarà i el Passeig de Barcelona. S'ha pogut comprovar amb una fotografia dels primers anys del 1900, que la tribuna del primer pis i el gran badiu del tercer, no existien i que, per tant, són conseqüència d'una reforma més tardana.